# Alpes australiennes
Les Alpes australiennes (en anglais, Australian Alps ou Alps) sont la partie méridionale de la cordillère australienne. Les Alpes traversent le Territoire de la capitale australienne, la Nouvelle Galles du sud et le Victoria, et comprennent seize parcs et réserves nationaux. Elles changent de nom en changeant d'État ; elles regroupent les Snowy Mountains en Nouvelle-Galles du Sud et la High Country (connu aussi sous le nom Victorian Alps) dans l'État de Victoria et les monts Brindabella dans le Territoire de la capitale australienne. Qualifiées d'alpines par la présence de neige (stations de ski), ce sont surtout des collines ventrues avec, de temps en temps, quelques falaises.

## Géographie

### Territoire de la capitale australienne

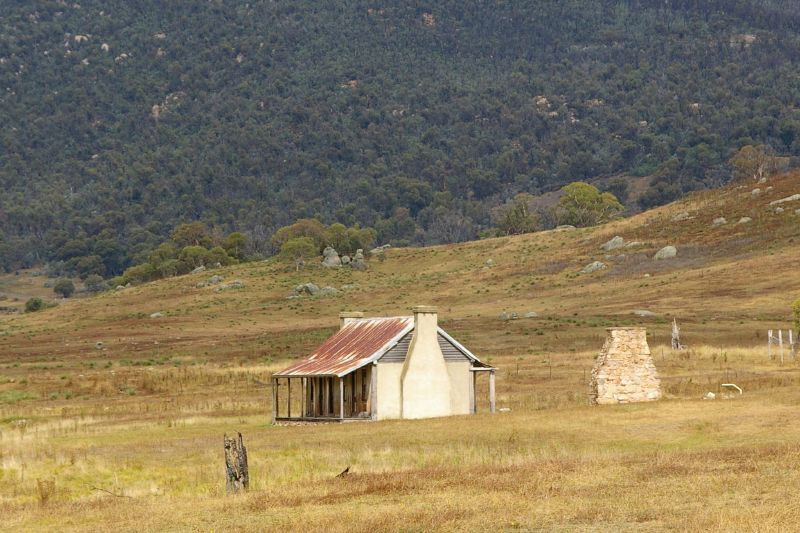
Un refuge de montagne dans les monts Brindabella.

Les monts Brindabella sont une chaîne de montagnes de Nouvelle-Galles du Sud et du Territoire de la capitale australienne. Ils forment une partie importante de l'horizon à l'ouest de Canberra. Le parc national Brindabella se trouve au nord-ouest de la frontière entre la Nouvelle-Galles du Sud et le Territoire de la capitale australienne où il jouxte le parc national de Namadgi et s'étend sur 213,6 km2.
Les monts Brindabella possèdent une partie de l'extrémité nord des collines granitiques des Alpes australiennes et notamment le point culminant du Territoire de la capitale australienne : le mont Bimberi (1 912 m). Sa végétation va des plaines herbacées aux prairies alpines en passant par les forêts d'eucalyptus pauciflora. La faune y est aussi variée : kangourous géants, wallabies, wombats, pies, perruches omnicolores, corbeaux.

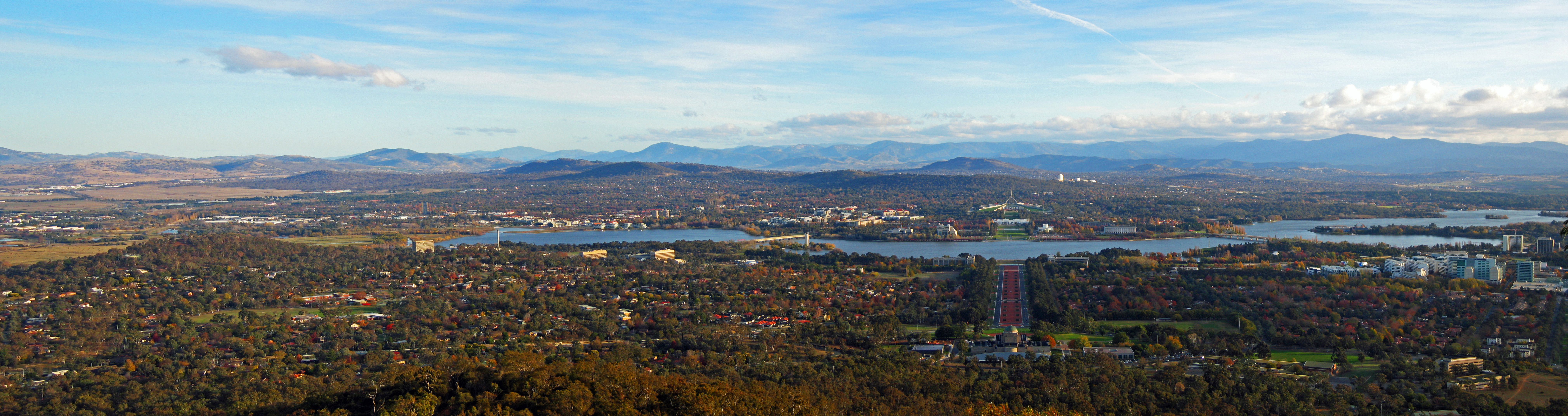
La ville de Canberra et les monts Brindabella.

### Nouvelle-Galles du Sud

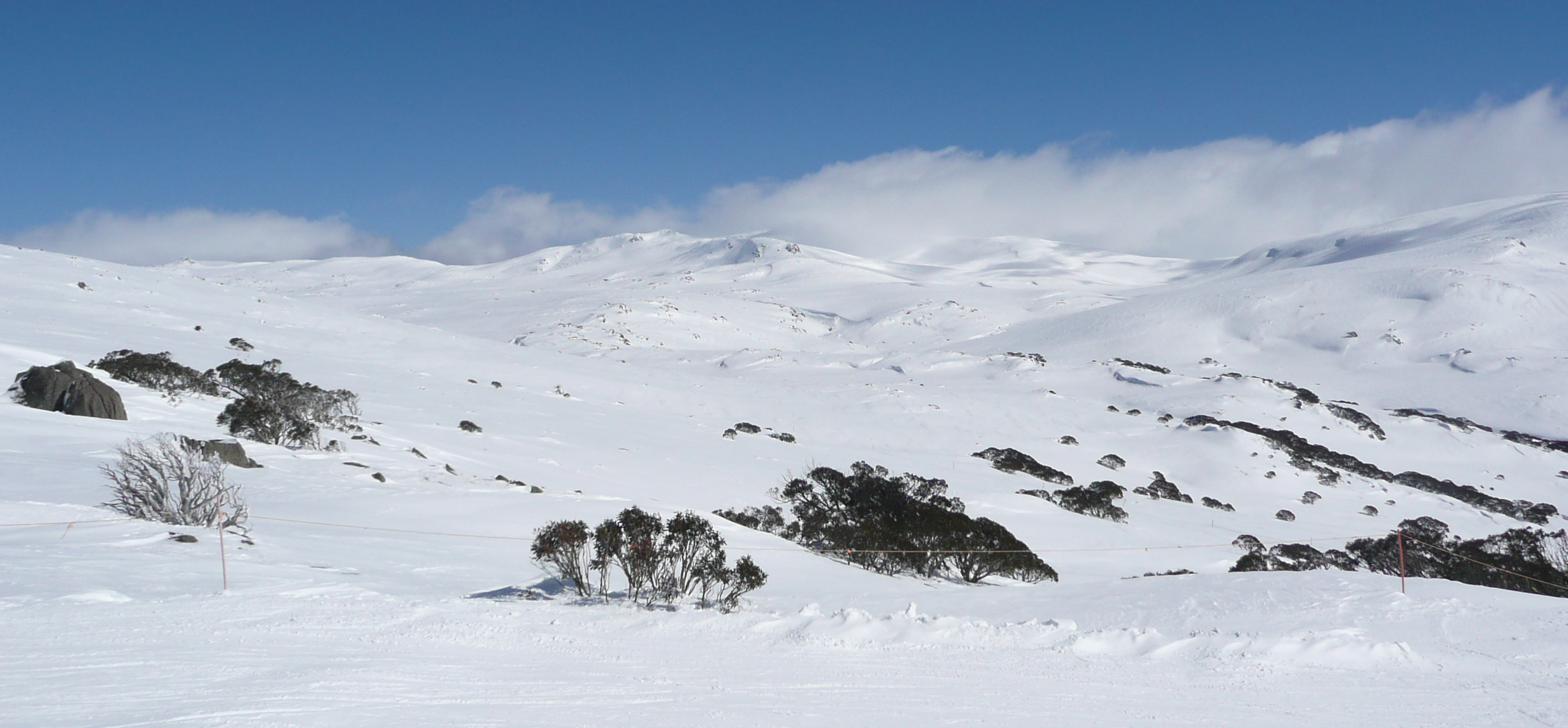
Vue en direction du mont Kosciuszko depuis la station de ski de Charlotte Pass.

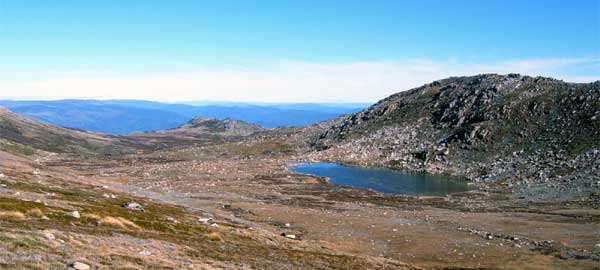
Le lac Cootapatamba et la vallée glaciaire, parc national du Kosciuszko, Snowy Mountains.

Les Snowy Mountains sont la plus haute chaîne de montagnes du continent australien et en possèdent le point culminant, le mont Kosciuszko, à 2 228 mètres d'altitude. Elles se trouvent au sud de Canberra, dans le Sud de la Nouvelle-Galles du Sud et font partie des Alpes australiennes. Elles abritent le parc national du Kosciuszko qui avec ses 650 000 hectares est le plus grand parc de Nouvelle-Galles du Sud. La zone est protégée en 1944 puis classée officiellement au sein du parc national du Kosciuszko en 1967. C'est là que se trouvent les quatre stations de ski de Nouvelle-Galles du Sud : Selwyn Snowfields, Charlotte Pass, Perisher et Thredbo. En hiver, les vastes plateaux et les sommets permettent la pratique du ski de fond dans la région – notamment dans le Kosciusko Backcountry et le Jagungal Wilderness.
Le mont Townsend est le second sommet le plus élevé d'Australie (2 209 mètres) situé à 3,68 km au nord du mont Kosciuszko. Le mont Jagungal (2 061 mètres) est un sommet isolé, au nord du parc national du Kosciuszko, au milieu d'une vaste plaine. Il est visible de très loin et, réciproquement, il offre une vue magnifique de son sommet sur toute la région mais son ascension est difficile.
Les Snowy Mountains constituent la source des principaux cours d'eau du Sud-Est de l'Australie. La Snowy River prend sa source à 2 200 mètres d'altitude sur les pentes du mont Kosciuszko. La Murrumbidgee naît dans les Fiery Range localisés dans le massif des Snowy Mountains. Elle est un des principaux affluents du Murray, le plus grand fleuve du pays qui prend également sa source dans les Snowy Mountains. Le plan d'aménagement des Snowy Mountains a compris la déviation de cours d'eau de la région pour produire de l'électricité pour les villes du sud-est et pour permettre l'irrigation de l'intérieur sec du pays.
Les régions les plus élevées des Snowy Mountains connaissent un climat alpin, relativement rare en Australie. Néanmoins, seules les crêtes les plus hautes sont sujettes à de la neige l’hiver. Le 29 juin 1994, la station météorologique Charlotte Pass y a enregistré la plus basse température d'Australie avec −23 °C. Les montagnes sont occupées par les régions boisées alpestres, caractérisées par la présence d’Eucalyptus pauciflora. Les plateaux d’Eucalyptus delegatensis et d’Eucalyptus regnans sont parsemés de prairies et broussailles de montagnes et de forêt méditerranéenne. Dans le secteur méridional du désert de Byadbo, la forêt méditerranéenne et les forêts d'acacias prédominent.
Cabramurra (60 habitants) est la ville la plus haute sur le continent australien, située à 1 475 m d'altitude dans l'ouest des Snowy Mountains. Cabramurra a été créée en 1954 en utilisant des maisons préfabriquées, dans le cadre du plan d'aménagement des Snowy Mountains. Elle est située dans les limites du parc national du Kosciuszko, sur la route entre Kiandra et Khancoban, une autre centrale hydroélectrique de la région. Kiandra, à 1 400 m d'altitude, est une ville abandonnée de l'époque de la ruée vers l'or et le lieu de naissance du ski en Australie. La station de ski de Charlotte Pass, à 1 760 m, au sud des Snowy Mountains est le plus haut village en Australie.

### Victoria

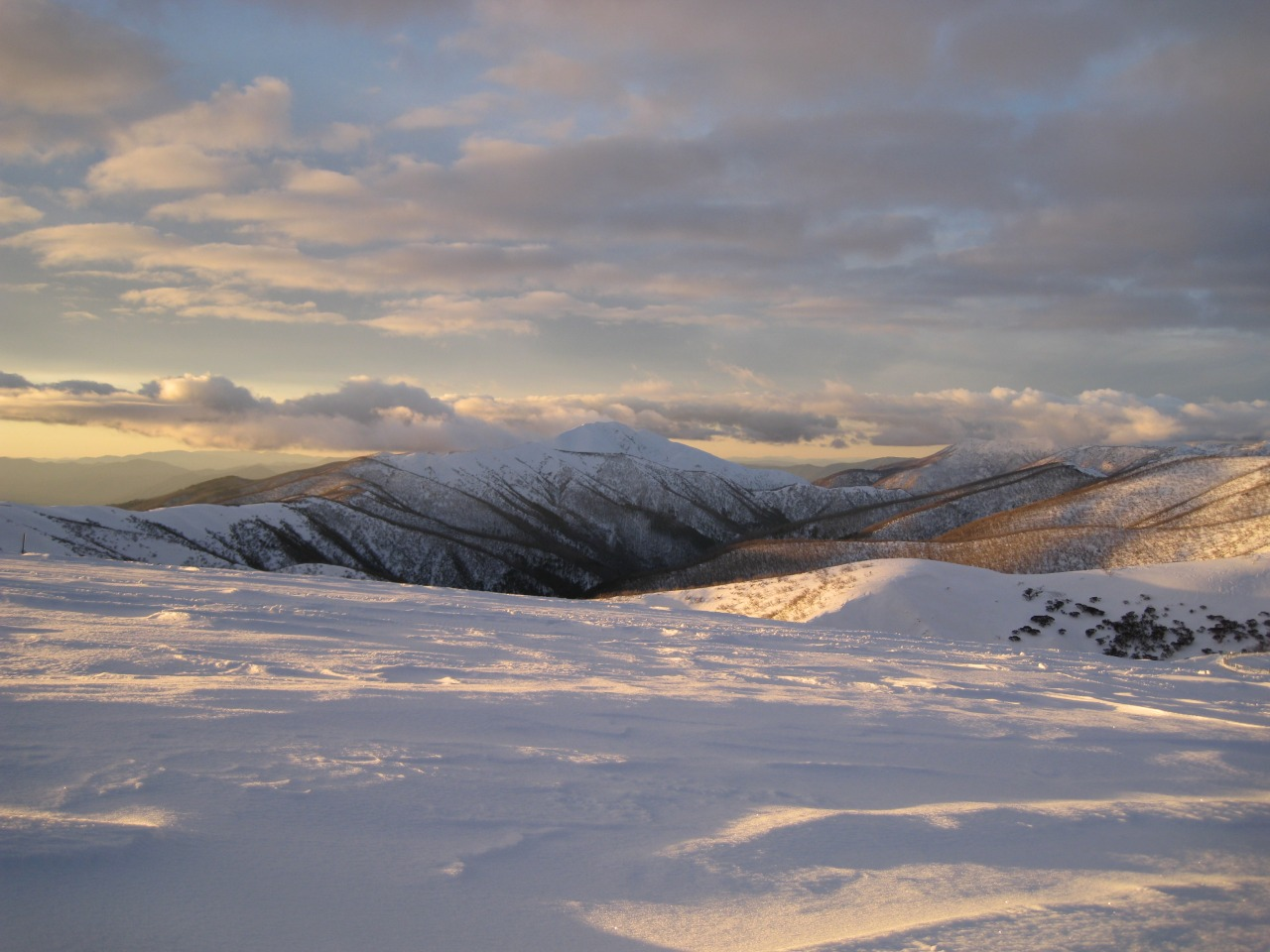
Vue du mont Feathertop depuis le mont Hotham.

Le mont Bogong (1 986 m) est le point culminant de l'État du Victoria, dans les Alpes victoriennes, et le plateau Bogong est une zone du parc national alpin, située au sud du mont Bogong. Cette région est une des plus vastes zones couvertes de neige en hiver en Australie avec les deux stations de ski de Mount Hotham et de Falls Creek. La région est très connue pour la pratique de ski alpin ou de ski de fond les mois d'hiver. Un circuit appelé Australian Alps Walking Track est ainsi utilisé pour le ski de fond l'hiver et la randonnée l'été. Le pied de la montagne est couvert d'épaisses forêts d’Eucalyptus delegatensis jusqu'à une altitude de 1 300 mètres, de 1 300 à 1 800 mètres de bois d’Eucalyptus pauciflora et au-dessus de prairies alpines.
Le mont Feathertop est le deuxième plus haut sommet du Victoria. Il culmine à 1 922 mètres. La neige qui reste dans les ravins sur le sommet au printemps a l'apparence de plumes – d'où le nom de Feathertop (« sommet emplumé ») – et le refuge du club alpin de l'Université de Melbourne (MUMC) est situé sur la North-West Spur à proximité de la ligne des arbres.
Le mont Buffalo est un plateau moyennement élevé, culminant à 1 723 m d'altitude, dans l'Ouest des Alpes australiennes du Victoria. Le tourisme ayant débuté dans les années 1880.

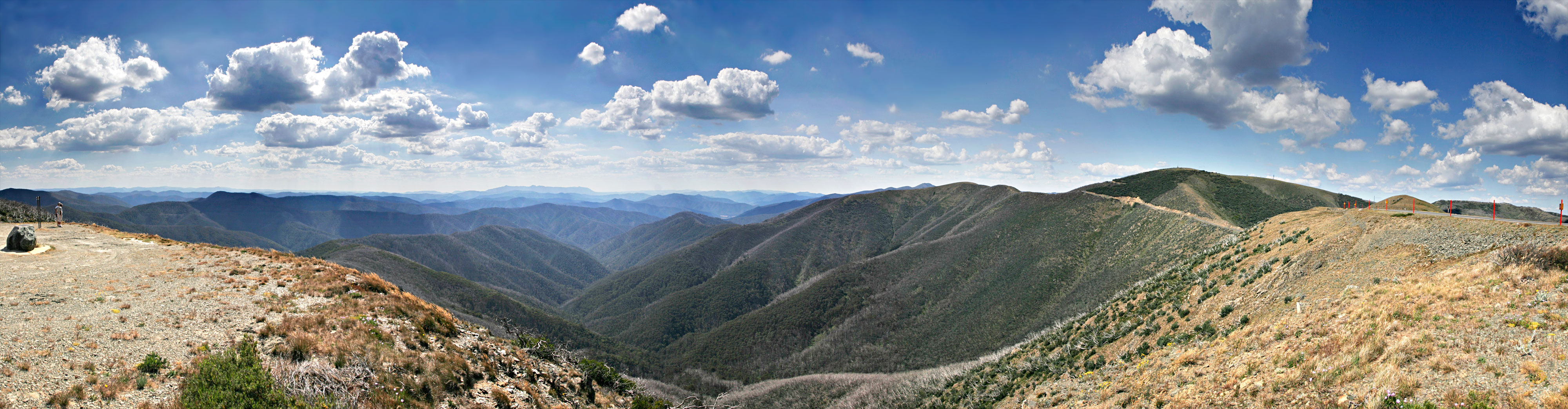
Le High Country depuis le mont Hotham, au Victoria.

## Histoire

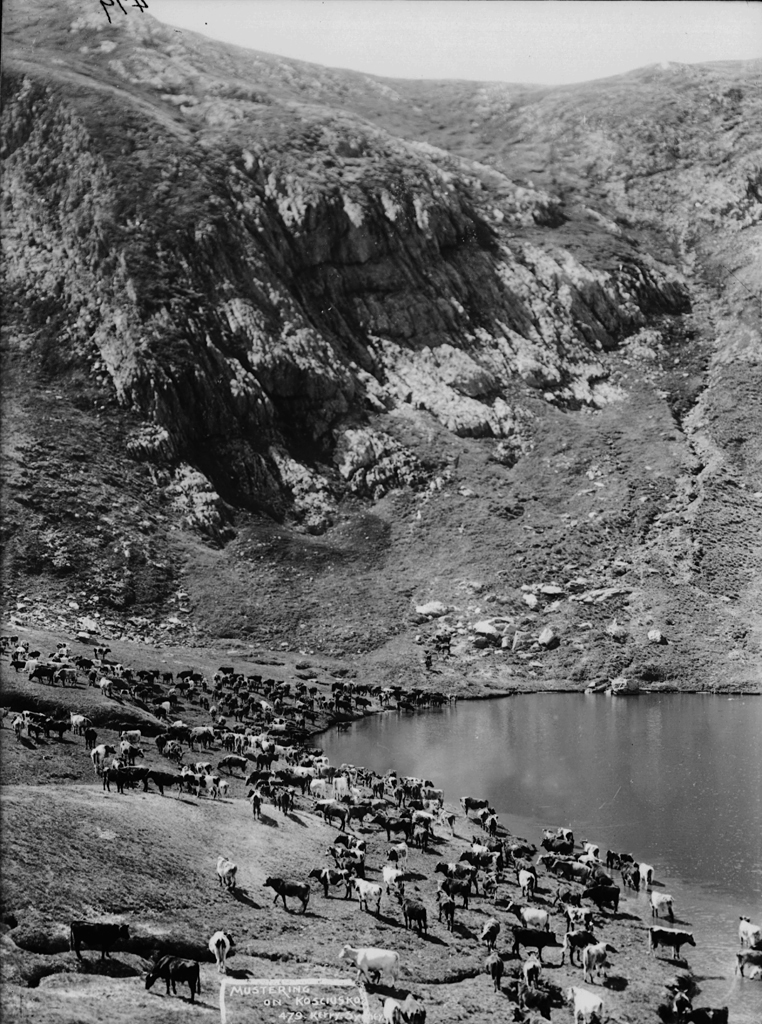
Rassemblement de bétail dans les montagnes près du mont Kosciuszko, avant la fondation du parc national du Kosciuszko.

La région est occupée par les Aborigènes avant les Européens. Les Snowy Mountains ont été explorées par les Européens pour la première fois en 1835. En 1839, Paweł Edmund Strzelecki organise une expédition dans les Alpes australiennes et explore les Snowy Mountains. En 1840, il gravit le sommet le plus élevé du continent australien et le nomme mont Kosciuszko, pour honorer Tadeusz Kosciuszko, l'un des héros nationaux de la Pologne.
Avant la colonisation européenne, la région des monts Brindabella était habitée par les Aborigènes Ngunawal, Walgalu et Djimantan. À l'arrivée des européens, elle fut d'abord colonisée en 1830 par des squatters puis par des colons qui ont pu acheter les premières terres en 1849. De l'or fut découvert en 1860 mais l'exploitation ne commença qu'en 1880 et la Brindabella Gold Mining Company a été formée en 1887. L'exploitation minière a continué jusqu'en 1910. La région est désormais une zone agricole. L'écrivaine australienne Miles Franklin a grandi dans la région et a écrit une œuvre autobiographique, Childhood at Brindabella où elle raconte son enfance à Brindabella Valley.
Au XIXe siècle, une communauté de chercheurs d’or crée la ville minière de Kiandra. La pratique du ski commence à Kiandra en 1861 et, plus tard, dans la région du Kosciusko. Le tourisme au mont Buffalo dans le Victoria ayant débuté dans les années 1880, une zone autour de la spectaculaire Gorge fut réservée comme parc national en 1898. Le chalet du mont Buffalo fut construit en 1910, peu après la construction de la première route qui mène au plateau. Pour les générations suivantes, le parc devint une destination favorite pour les vacances, permettant la pratique du ski et du patin à glace, et où furent installés les premiers remonte-pentes d'Australie.
Lors de l'instauration du parc national du Kosciuszko le 5 décembre 1906, dans les Snowy Mountains, le parc est d’abord nommé National Chase Snowy Mountains, avant d'être renommé en 1967. Avant de devenir parc national, le secteur était fréquenté par les éleveurs de bétail qui y ont laissé des refuges de montagne. The Man From Snowy River, une des poésies australiennes les plus connues, écrite par un de ses poètes les plus célèbres, Banjo Paterson, rappelle cette époque. La poésie raconte l'histoire d'un poulain descendant d'un cheval ayant gagné de nombreuses courses et qui s'est échappé en pleine nature dans la région des Alpes australiennes et celle de « l'homme de la Snowy River » qui tente de le rattraper.

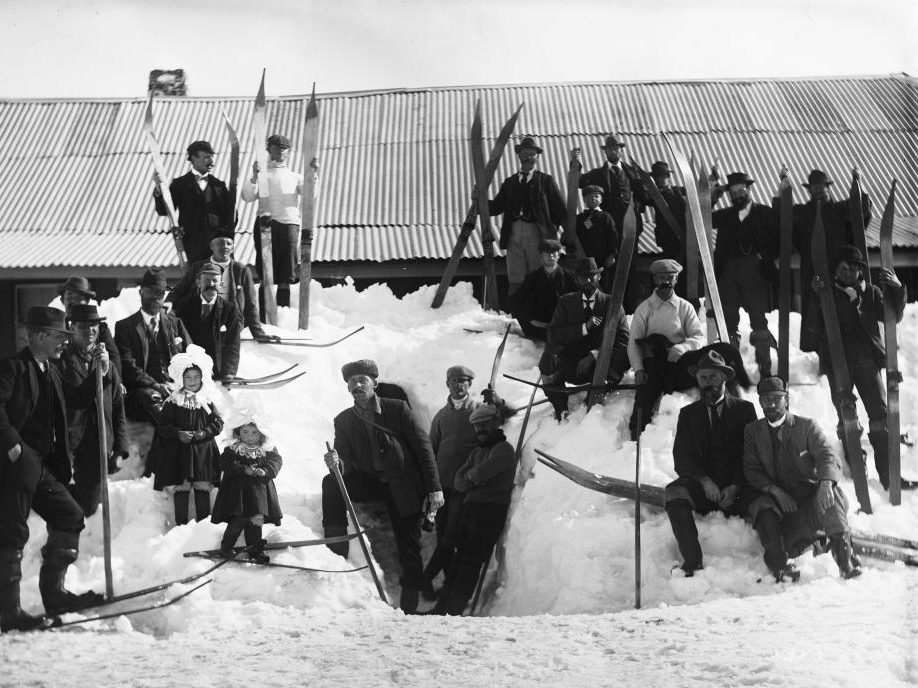
Le ski en Australie a commencé à Kiandra, en 1861, pendant l'époque de la ruée vers l'or.

Le Snowy Mountains Scheme, une des merveilles de génie civil du monde moderne, est mené entre 1949 et 1974. Il comprend la déviation de cours d'eau pour produire de l'électricité et permettre l'irrigation. Des villes sont déplacées afin de construire les barrages les plus importants. Les nouvelles villes en bord de lacs deviennent des destinations populaires pour la pêche.
Le parc national alpin au Victoria, situé au nord-est de Melbourne couvre la plus grande partie des sommets de la Cordillère australienne au Victoria, la plus grande partie du domaine skiable de l'État. Le parc est de plus en plus victime de feux de forêts. De grands incendies de décembre 2006 à janvier 2007 et au début de 2003 ont détruit plus de 10 000 km2, les plus graves incendies en Australie depuis les incendies du Vendredi Noir en 1939.
Fait inhabituel pour un parc national australien, un certain nombre de têtes de bétail est autorisé à paître sur les plateaux du parc pendant les mois d'été. En mai 2005, le gouvernement de l'État du Victoria annonça des plans pour interdire cette pratique mais le gouvernement fédéral a fait valoir la pratique ancienne de la méthode dans ces régions pour passer outre à la décision du Victoria.

## Activités

### Protection environnementale

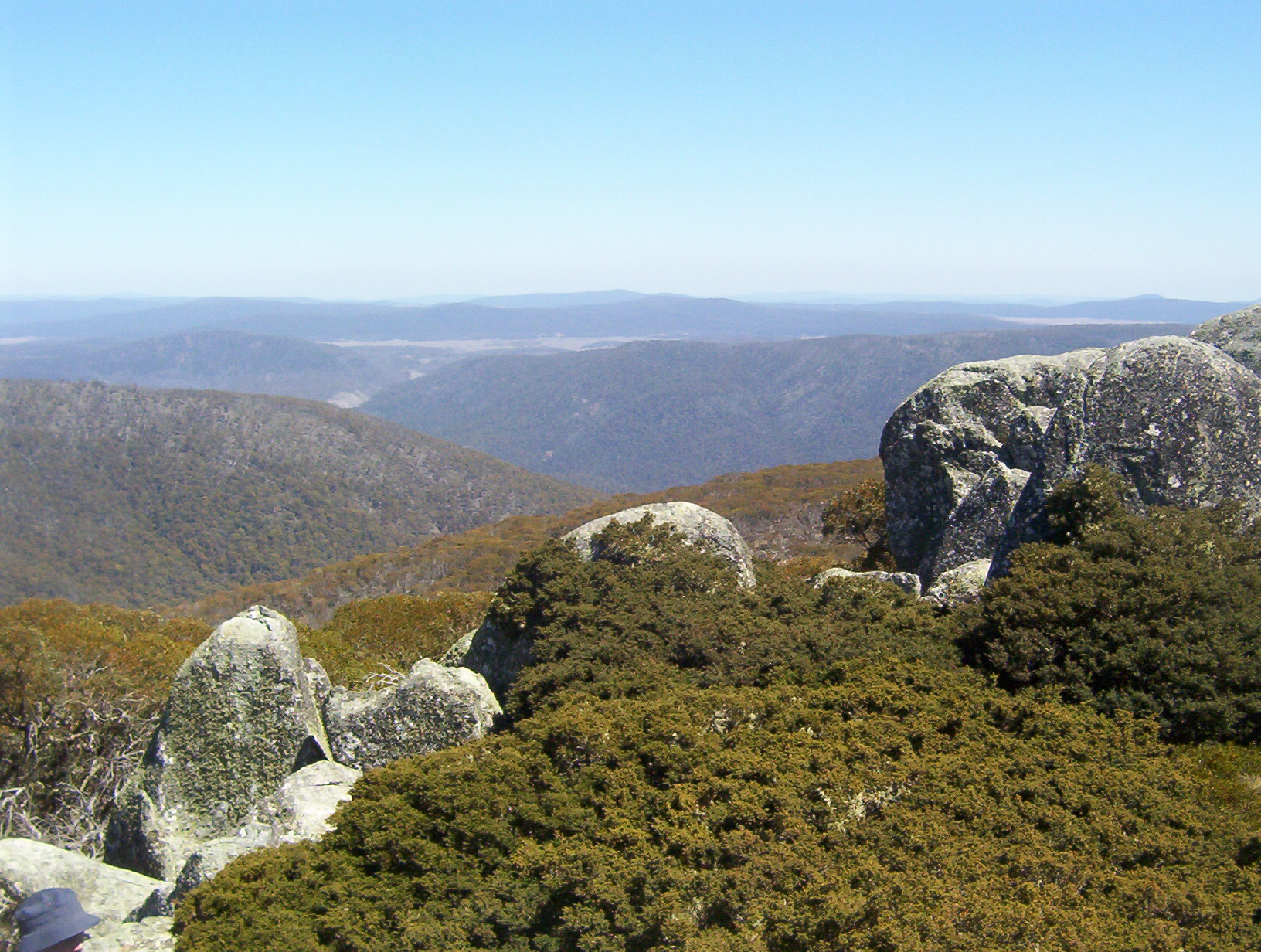
Vue du sommet du mont Ginini, dans le parc national de Namadgi du Territoire de la capitale australienne.

Les Australian Alps National Parks traversent le Territoire de la capitale australienne, la Nouvelle-Galles du Sud et le Victoria, et comprennent seize parcs et réserves nationaux, :
- Parc national alpin - 660 550 hectares
- Avon Wilderness - 39 650 hectares
- Parc national Baw Baw - 13 300 hectares
- Bimberi Nature Reserve - 10 886 hectares
- Parc national Brindabella - 18 472 hectares
- Parc national du Kosciuszko - 690 425 hectares
- Parc national mont Buffalo - 31 000 hectares
- Parc national de Namadgi - 105 900 hectares
- Scabby Range Nature Reserve -  4 982 hectares
- Parc national de la Snowy River - 98 100 hectares
- Tidbinbilla Nature Reserve - 5 450 hectares

### Randonnée pédestre
La randonnée (en anglais australien, bushwalking) est possible dans toutes les régions des Alpes australiennes. Un circuit appelé Australian Alps Walking Track (« sentier de randonnée des Alpes australiennes ») est utilisé pour le ski de fond l'hiver et la randonnée pédestre l'été. Il traverse le High Country du Victoria, les Snowy Mountains de Nouvelle-Galles du Sud et les monts Brindabella du Territoire de la capitale australienne, soit une distance de 650 km. Il commence dans la ville historique de Walhalla, Victoria et passe au-delà des refuges de montagne dans le plateau Bogong, les pistes de ski du mont Wills et de Falls Creek, et les sommets de Viking-Razor-Howitt. Il se poursuit par l’ascension du mont Kosciuszko, le plus haut sommet d’Australie et, au nord, il entre dans le parc national de Namadgi jusqu'à Tharwa, près de la ville de Canberra. Sur son itinéraire, il est possible de pêcher la truite dans le parc national du Kosciuszko, visiter les grottes de Yarrangobilly près de Tumut et faire du canoë dans la Snowy River ou le fleuve Murray. Il passe aussi par les pistes de ski comme celles de Mount Hotham et des Selwyn Snowfields. Il est possible de parcourir le sentier en dix semaines, ou bien d'emprunter des sections plus courtes, telles que le parc national Baw Baw, le plateau Bogong ou la zone de nature sauvage du mont Jagungal.

### Sports d'hiver

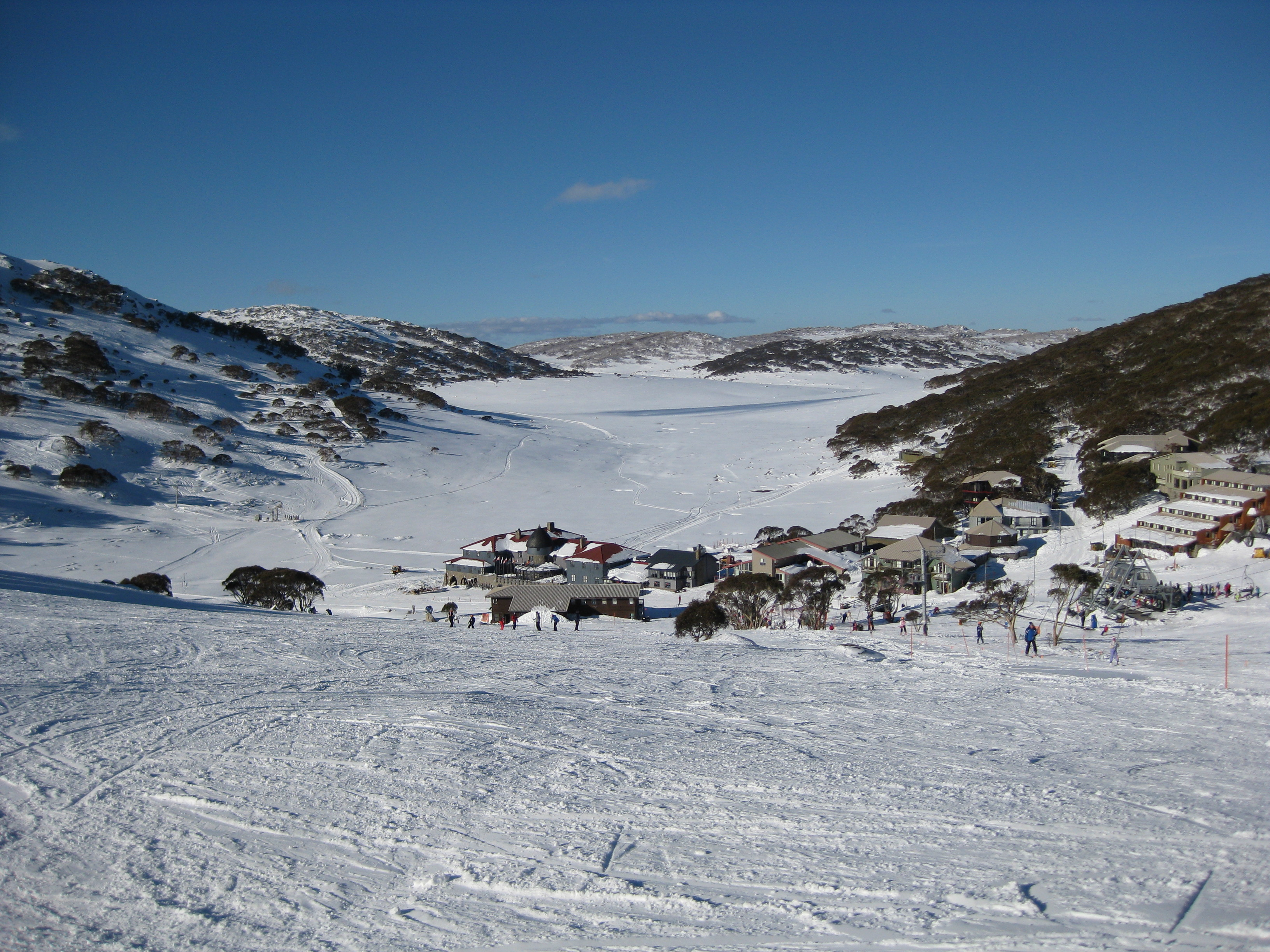
Le village de Charlotte Pass.

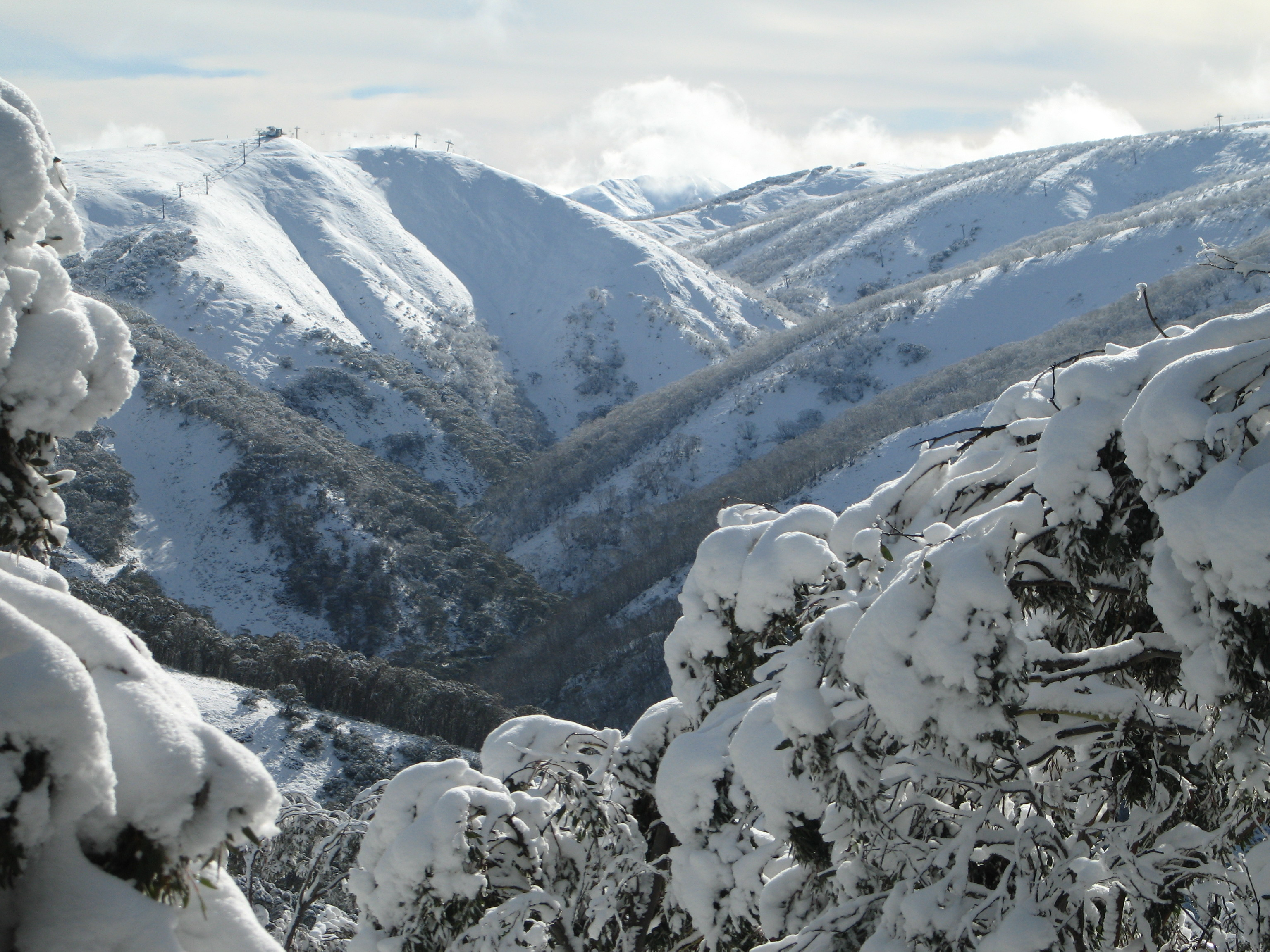
Mount Hotham, station de ski en Victoria.

La neige tombe en Australie sur les Alpes australiennes et une partie de la Tasmanie. Les Australiens ont participé au ski en tant que sport à partir du XIXe siècle, le point de départ étant probablement Kiandra, dans les Snowy Mountains en 1861. Parmi les stations de sports d'hiver en Australie figurent :

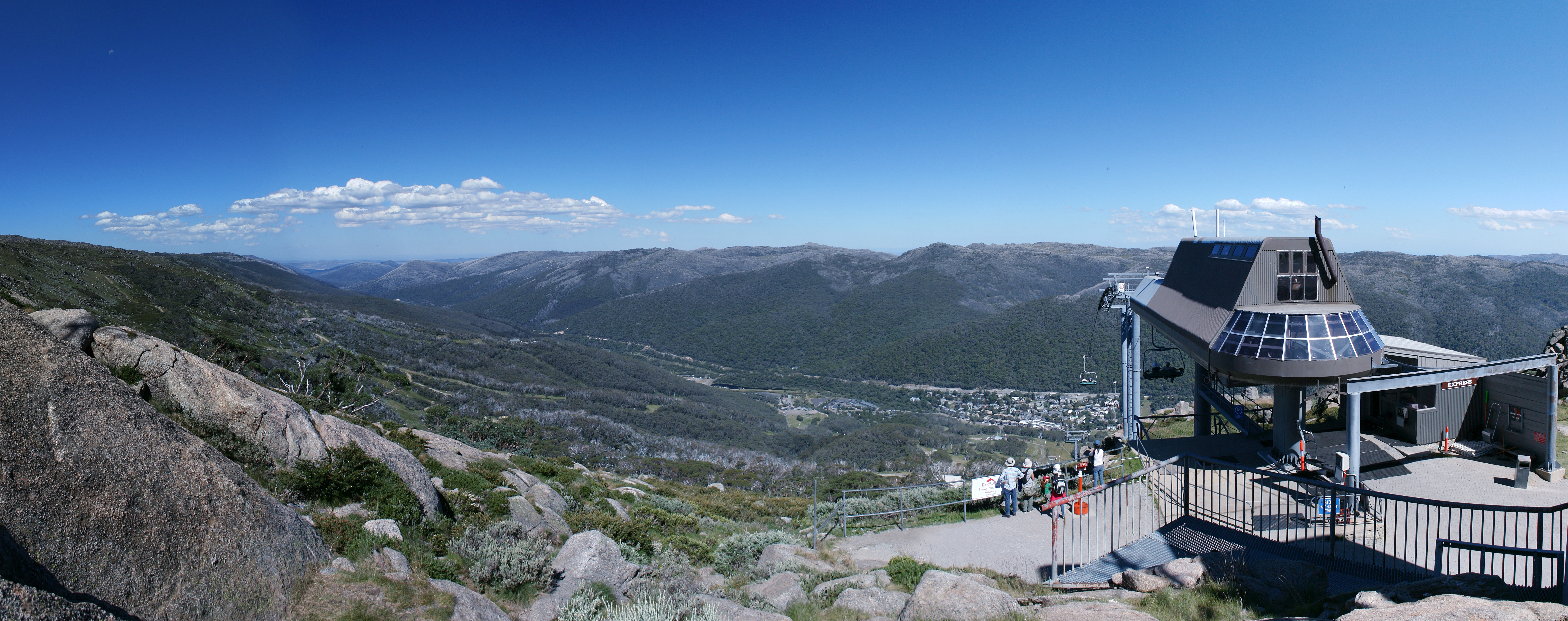
La station de ski de Thredbo, dans les Snowy Mountains, en Nouvelle Galles du Sud.

Ski alpin :
- Nouvelle Galles du Sud :
  - Thredbo,
  - Perisher,
  - Selwyn Snowfields,
  - Charlotte Pass ;
- Victoria :
  - Mont Hotham,
  - Falls Creek,
  - Mont Buller,
  - Mont Buffalo,
  - Mont Baw Baw,
  - Dinner Plain.

Ski de fond :
- Lake Mountain ;
- Mont Stirling ;
- Mont Saint Gwinear.

### Plan d'aménagement des Snowy Mountains

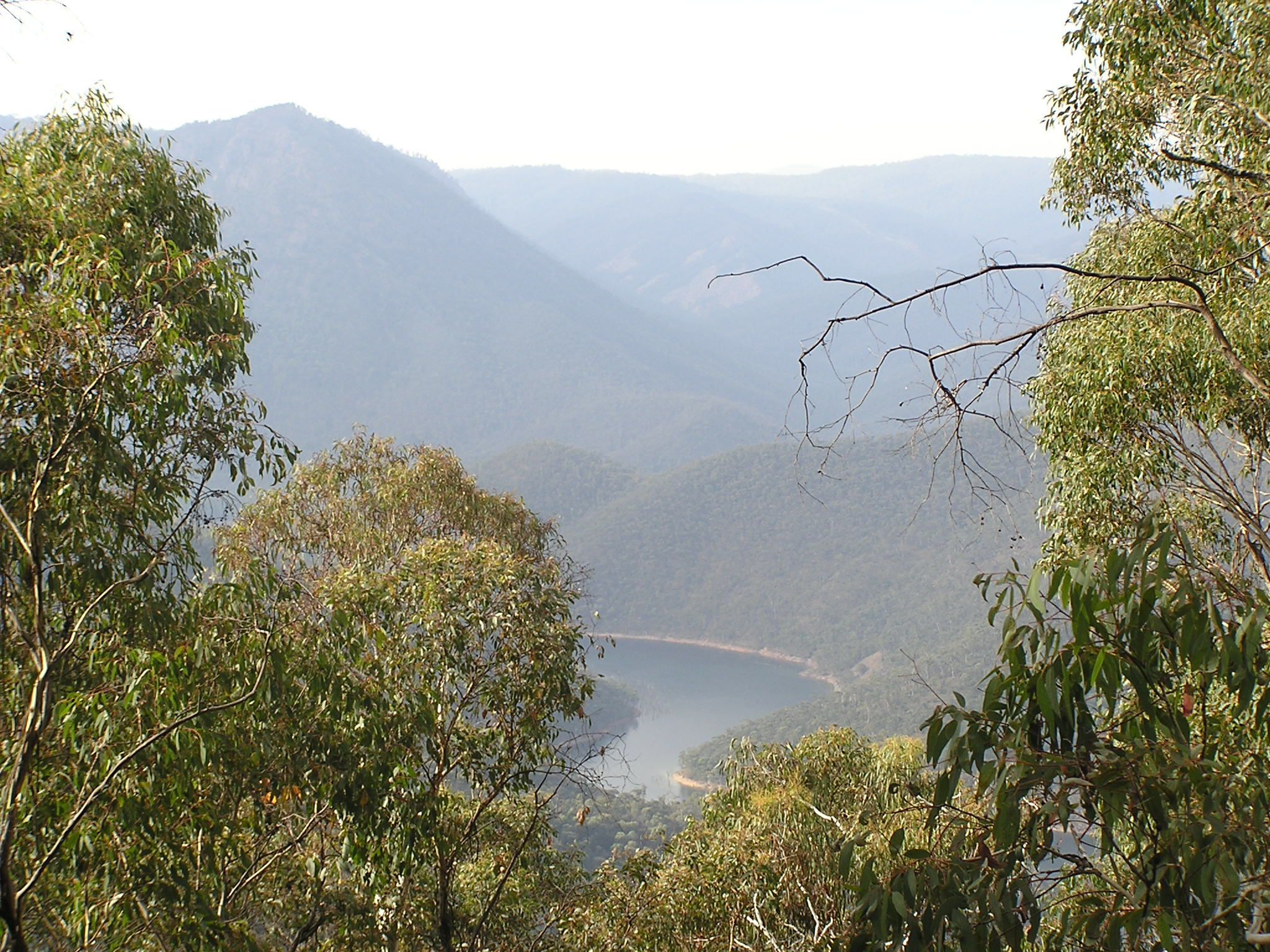
Talbingo Dam.

Le plan d'aménagement des Snowy Mountains (en anglais Snowy Mountains Scheme), situé dans la région des Snowy Mountains, a été mené entre 1949 et 1974. Il a compris la déviation de cours d'eau pour produire de l'électricité pour les villes du Sud-Est et pour permettre l'irrigation de l'intérieur sec du pays. Seize barrages importants, sept centrales importantes (deux au fond), une station de pompage, 145 km de tunnels par les montagnes et 80 km d'aqueducs ont été construits. L'arrangement a été considéré comme une des merveilles de génie civil du monde moderne,. Sa réalisation a nécessité 100 000 ouvriers de 30 pays différents. La nature multiculturelle de la main d'œuvre employée a contribué à la diversification de la société australienne au XXe siècle. Elle a également abouti à la construction de nouvelles villes, comme Cabramurra (la plus haute d'Australie), et stations de sports d'hiver (comme Thredbo et Guthega) dans les Alpes australiennes précédemment isolées.
Les principaux lacs du projet sont les lacs Eucumbene, Jindabyne, Talbingo et Blowering. La plus grande retenue est le lac Eucumbene qui est relié par des tunnels à l'autre versant de la cordillère australienne et permet de fournir de l'eau à la Snowy River et à la Murrumbidgee, ainsi qu'à la retenue de Tumut et au barrage de Tantangara Dam. Les villes d'Adaminaby, Jindabyne et Talbingo ont été déménagées dans leurs vallées respectives afin de construire les barrages les plus importants. Les nouvelles villes des bords de lac devenues les destinations populaires pour la pêche à la truite.